# Danica Krstajić
Danica Krstajić (Bar, 1. ožujka 1987.) crnogorska je tenisačica. Tenisom se počela baviti od svoje sedme godine. Prvakinja je Crne Gore u svim kategorijama, a do 16. godine osvojila je Prvenstvo SRJ u pojedinačnoj konkurenciji. Od 2009. reprezentativka je Crnogorske Fed Cup reprezentacije.